# Quận Morgan, Ohio
Quận Morgan là một quận thuộc tiểu bang Ohio, Hoa Kỳ. Quận lỵ đóng ở McConnelsville6. Quận được đặt theo Daniel Morgan, một sĩ quan trong chiến tranh cách mạng Mỹ.
Dân số theo điều tra năm 2000 của Cục điều tra dân số Hoa Kỳ là 14.897 người.

## Địa lý
Theo Cục điều tra dân số Hoa Kỳ, quận này có diện tích km2, trong đó có km2 là diện tích mặt nước.